# Astragalus tennesseensis
Astragalus tennesseensis är en ärtväxtart som beskrevs av Chapman. Astragalus tennesseensis ingår i släktet vedlar, och familjen ärtväxter. Inga underarter finns listade i Catalogue of Life.

## Bildgalleri

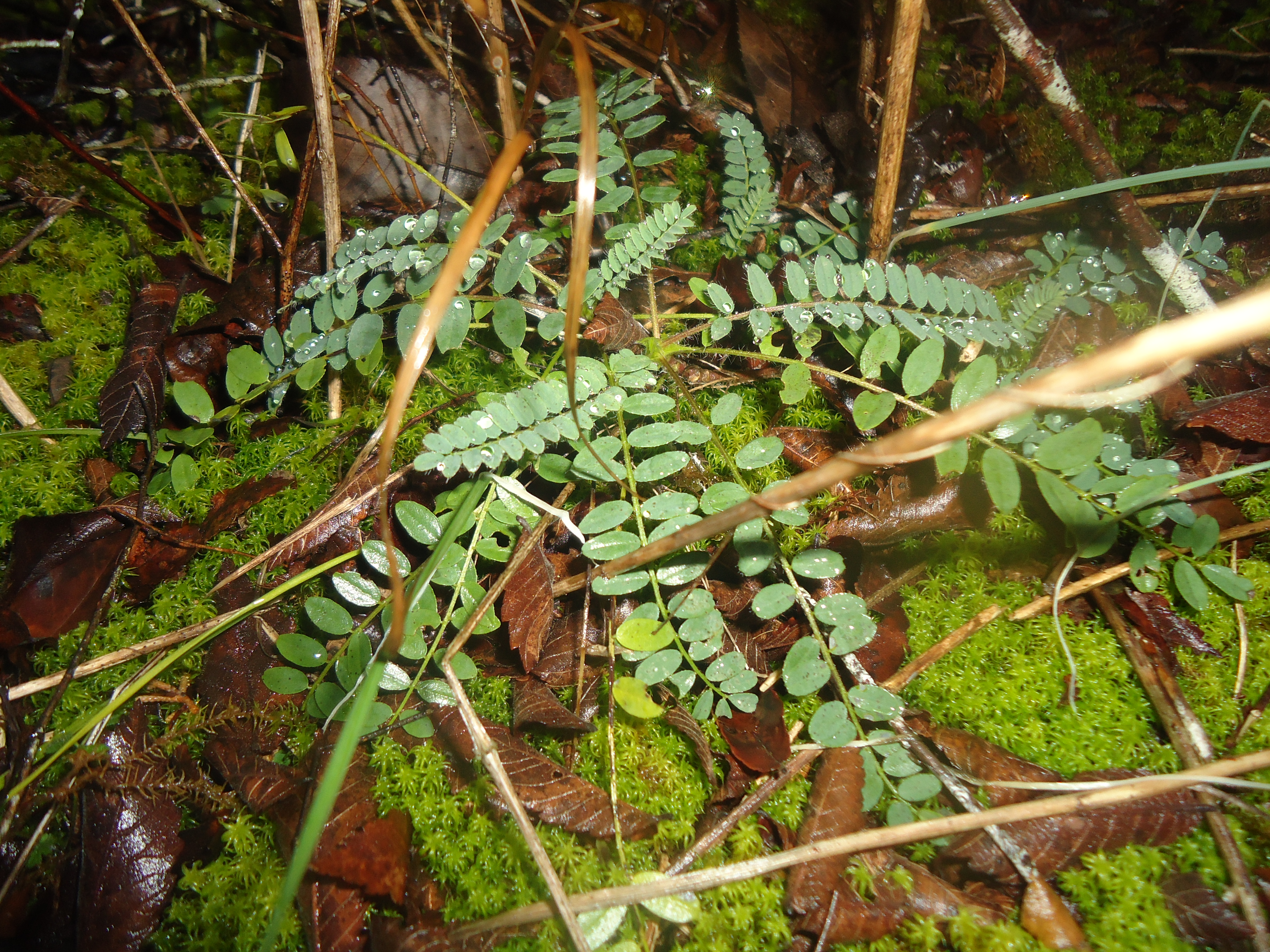